# Marie-Clémentine Anuarite Nengapeta
Marie-Clémentine Anuarite Nengapeta dite aussi Anuarite ou Sœur Clémentine Anuarite (ou encore Anoalite en langue kibudu), née en 1939 et morte assassinée en 1964, est une religieuse congolaise des sœurs de la Sainte-Famille (Jamaa Takatifu). Elle est morte en martyre de la pureté.

## Biographie
Née dans une famille de tradition animiste, Alphonsine Nengapeta est baptisée à l'âge de deux ans en même temps que sa mère. Malgré l'opposition de celle-ci, elle entre à seize ans dans la Congrégation diocésaine des Sœurs de la Sainte-Famille (Jamaa Takatifu) ; elle fait sa profession religieuse sous le nom de sœur Marie-Clémentine. Elle est d'abord sacristine, puis aide-cuisinière.
Marie-Clémentine poursuit ses études jusqu'à l'obtention de son diplôme d'enseignante en 1961 et exerce cette profession en combinaison avec la surveillance des enfants de la mission de Bafwabaka. Puis éclate la rébellion Simba (« Lions ») contre le gouvernement. Des rebelles se saisissent d'elle et des autres religieuses. Leur chef veut abuser d'elle; exaspéré par son refus et sa résistance, il lui transperce le cœur de sa lance. Sœur Anuarite dit à son assassin avant de mourir : « Je te pardonne parce que tu ne sais pas ce que tu fais. »

## Béatification et fête
Sœur Marie-Clémentine a été béatifiée à Kinshasa par le pape Jean-Paul II le 15 août 1985 lors de son voyage au Zaïre (alors le nom de la république démocratique du Congo),. À cette occasion, elle a été déclarée martyre de la pureté, et le pape s'est associé au nom de l'Église au pardon accordé au meurtrier par la sœur : l'assassin était présent dans la foule. Liturgiquement, l'Église catholique la commémore le 1er décembre.
Les grandes étapes du processus de béatification :
- 1964, le 1er décembre, martyre et mort de la Sœur Marie-Clémentine Anuarite Nengapeta ;
- 1965, le 16 juillet, exhumation du cimetière de Dingipili, identification et toilette funèbre ;
- 1965, le 17 juillet, deuxième inhumation au cimetière de Kinkole et début de dévotion ;
- 1972, adresse d’une supplique à Rome pour examiner la cause ;
- 1977, le 14 avril, autorisation d’introduire la cause ;
- 1978, le 13 janvier, début du procès de béatification de béatification à Rome à la demande de l’évêque Uma Arakayo, le Père Esposito est le postulateur de sa cause de Béatification ;
- 1978, les tribunaux des curies de Kisangani, Malignes-Bruxelles et de Kinshasa ;
- 1978, le 1er décembre, deuxième exhumation et troisième sépulture. Translation dans la cathédrale Sainte-Thérèse de l’Enfant Jésus d’Isiro ;
- 1980, le 9 mai, décret sur la révision des écrits de la servante de Dieu ;
- 1982, le 12 février, décret sur la validité juridique du procès ;
- 1983, la prise de position au sujet du martyre ;
- 1984, le 21 février, assemblée des Consulteurs théologiens ; le 25 avril, congrégation ordinaire des cardinaux ; le 2 juin, le Pape ordonne le décret sur le martyre de la Sœur Anuarite ; le 9 juin, publication du Décret ;
- 1985, Jean-Paul II la proclame Bienheureuse le 15 août 1985, à Kinshasa.

Sa fête a été fixée au 1er décembre, jour anniversaire de son martyre.

## Hommage
- La cathédrale du diocèse de Kenge porte son nom.
- Le sanctuaire Bienheureuse-Anuarite, un sanctuaire national reconnu comme tel par la Cenco, lui est dédié à Isiro.
- Au Burundi voisin, les Scouts de Kiganda (au centre du pays) en ont fait leur patronne.